# 퀸 나인티투
미카엘 템로스키(영어: Mikael Temrowski, 1992년 5월 6일 ~ )는 예명 퀸 나인티투(영어: Quinn XCII)로 잘 알려진 미국의 가수이다. 2015년 5월 데뷔 EP "Change of Scenery"를 발매하기 전에 미시간 주립 대학교 2학년 때인 2011년부터 음악 활동을 시작했다. 2017년 9월 15일, 컬럼비아 레코드에서 데뷔 스튜디오 앨범 "The Story of Us"를 발매했다.